# Pilotrichella deppei
Pilotrichella deppei là một loài Rêu trong họ Meteoriaceae. Loài này được (Hornsch. ex Müll. Hal.) Besch. mô tả khoa học đầu tiên năm 1872.